# Ippon-seoi-nage
Ippon-seoi-nage (projection d'épaule par un côté, en japonais : 一本 背負投) est une technique de projection du judo.  

## Terminologie
- Ippon  : un point
- Seoi : prendre sur le dos, les épaules

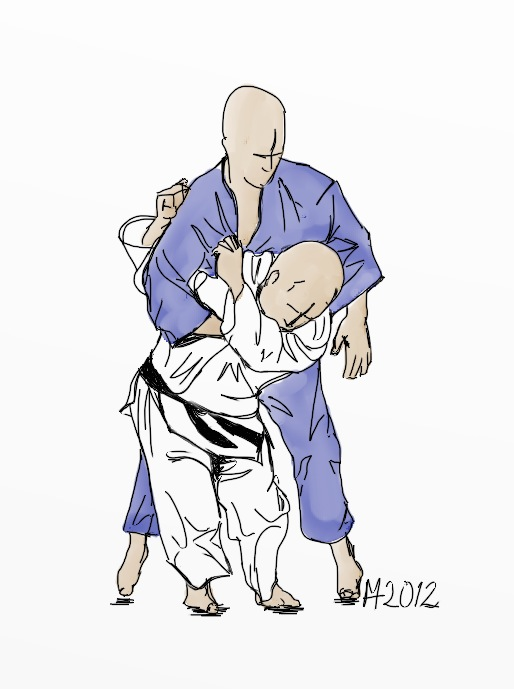
Exécution de Ippon-Seoi-Nage

- Nage : projection

## Description technique
Tori ("celui qui saisit" et donc qui exécute la technique) et Uke ("celui qui reçoit" la technique) sont face à face en judogi. Ils se saisissent l'un l'autre en décroisé, les mains positionnées pouces vers le haut. Une main est placée pouce à l'intérieur du judogi sous le revers et les quatre autres doigts placés à l'extérieur sur le revers fermant la saisie. L'autre entièrement à l'extérieur du judogi sur le côté extérieur de la manche saisie par le milieu.
Tsukuri et Kuzushi doivent être exécuté simultanément par Tori :
Tsukuri :
- Si les bras de Tori et Uke sont tendus alors :
  - avancer le pied côté manche en le plaçant juste devant le pied opposé de celui de Uke, de manière à pouvoir pivoter à 180° sur celui-ci en ramenant l'autre pied à côté en lui présentant le dos
  - fléchir de manière que le haut de sa tête se place sous le menton de Uke

- Si les bras de Tori et Uke sont pliés alors :
  - reculer un pied en le faisant pivoter sur lui-même, de manière à pouvoir pivoter à 180° sur celui-ci en ramenant l'autre pieds à côté en lui présentant le dos
  - fléchir de manière que le haut de sa tête se place sous le menton de Uke

Kuzushi :
- tirer la manche vers le haut et l'avant de Uke
- lâcher le revers pour placer son bras sous l'aisselle de Uke et venir saisir le judogi au niveau du dessus de l'épaule, poigné tendu vers le haut, et effectuer une bascule du corps de Uke sur le dos de Tori en se penchant en avant

Kake : Tori termine la bascule par un pivotement de son épaule vers son propre pied opposé dans le même sens de pivotement que le reste de la technique.
Ukemi : Uke exécute une chute avant.

## Spécialistes de Ippon-Seoi-Nage
Parmi les spécialistes de Ippon-Seoi-Nage on compte : Jeon Ki-Young.